# Wilhelm Söderberg
Carl Wilhelm Söderberg, född 30 augusti 1876 i Göteborg, död 7 mars 1955 i Oslo, var en svenskfödd uppfinnare och ingenjör, som levde nästan hela sitt liv i Norge. Söderberg gav namn åt Söderberg-elektroden, som han uppfann 1918 tillsammans med ingenjörerna Mathias Sem och Jens Westly i Det norske Aktieelskap for Elektrokemisk Industri. Detta bolag kallades vanligen Elektrokemisk och heter idag Elkem.

## Biografi
Söderberg kom i ettårsåldern med sina föräldrar till Kristiania, där hans far representerade ett svenskt försäkringsbolag. Han avlade norsk studentexamen 1894 och studerade först vid universitetet i Kristiania och sedan vid tekniska högskolan i Hannover, där han tog examen som elektroingenjör 1903. Han var anställd vid Elektrokemisk från 1913 till 1933, då han förtidspensionerades på grund av sviktande hälsa. Han mottog 1927 Sam Eydes ærespris av Polyteknisk Forening.
Söderbergs uppslukande intresse vid sidan av arbetet var fiolbyggeri.
Han gifte sig i Stockholm år 1900 med konsertsångerskan Lotten Morell, som var professorsdotter.

## Söderberg-elektroden

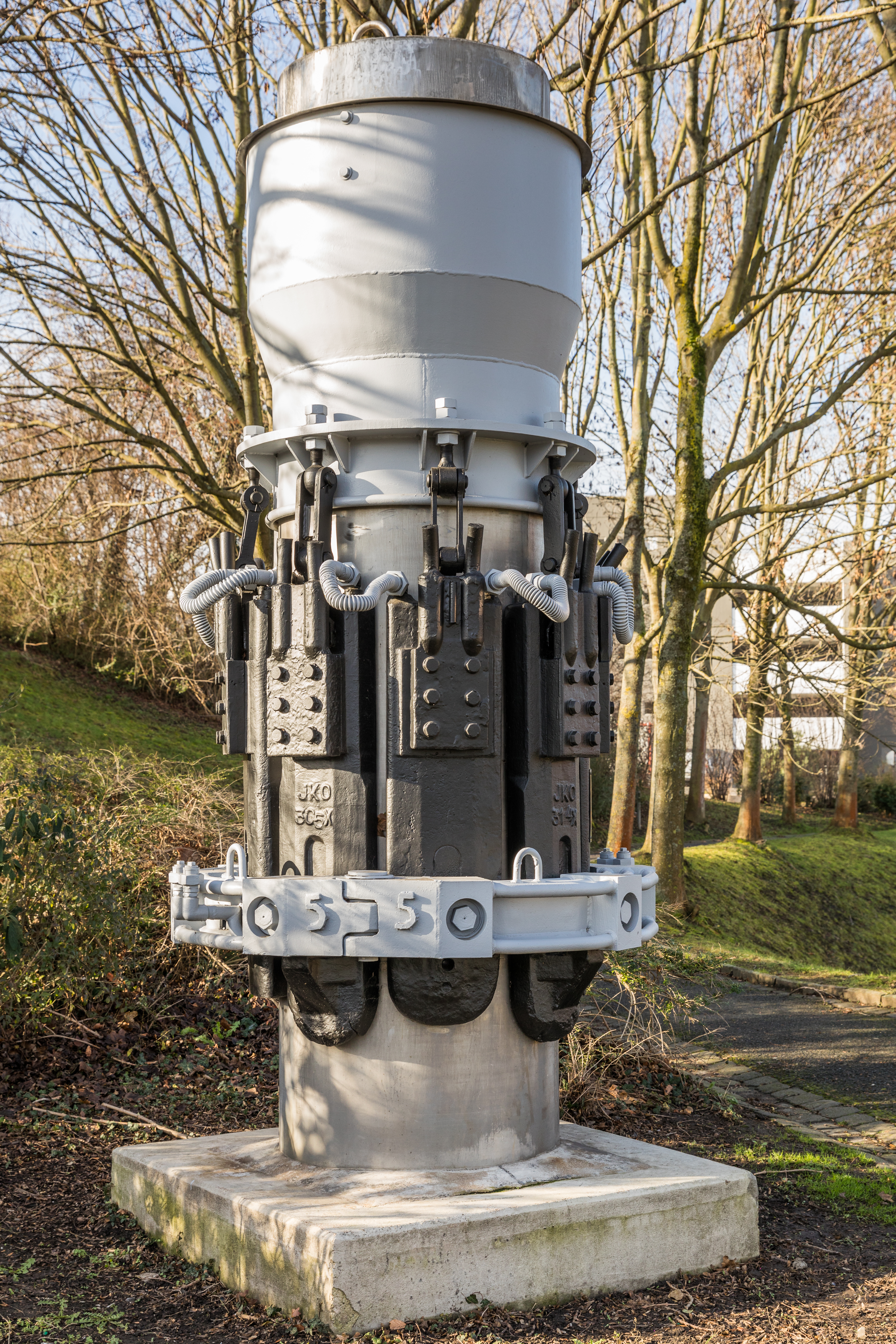

Söderberg-elektroden kommer till användning i elektriska smältverk vid framställning av ferrolegeringar. Den består av grafit, som omsluts av ett järnrör som är försett med hullingar som hindrar att grafitdelen faller ned i smältbadet. Såväl grafiten som röret förbrukas i smältprocessen, varför elektroden hela tiden måste sänkas ned i badet. I rörets övre ända fyller man på med elektrodmassa som bränns till grafit av värmen i smältprocessen. Man förlänger vidare röret i övre ändan genom påsvetsning av nya delar. 
Med Söderberg-elektroder kan smältugnar drivas utan avbrott för elektrodbyte, och det blir inga obrukbara rester efter utbrända elektroder. De har vidare gjort det möjligt att använda tjockare elektroder än med äldre teknologi. Söderbergs andel i uppfinningen var främst att utnyttja värmen från smältbadet till framställning av elektrodens grafit. Han hade emellertid liten tro på sin idé och utan sina yngre medarbetares entusiastiska bidrag hade han givit upp. Han framhöll alltid deras stora betydelse för uppfinningen.
Söderbergelektroden vidareutvecklades omkring 1930 för smältning av aluminium. Högre miljökrav gör att Söderberg-teknologin på 2000-talet gradvis tas ur bruk av aluminiumindustrin.